# Maguireothamnus
Maguireothamnus là một chi thực vật có hoa trong họ Thiến thảo (Rubiaceae).

## Loài
Chi Maguireothamnus gồm các loài: